# Hüttenwanderweg
Der Hüttenwanderweg ist ein Premiumwanderweg im Saarland. Er verbindet auf seinem Weg drei Hütten und einen Bauernhof mit Bewirtung miteinander. Die um 2,5 km längere Kahlenbergschleife führt noch zu einer weiteren Hütte, der Kahlenberghütte des Pfälzerwaldvereines Rohrbach.

## Beschreibung
Der Wanderweg beginnt am Parkplatz der Oberwürzbachhalle. Nach Norden gehend überschreitet er den Würzbach und erreicht oberhalb des Friedhofes einen Waldweg, welcher in das Laichweihertal führt. Hier erreicht er das historische Waschbrunnenhaus von 1927, welches am Anfang des Laichweihertales liegt. Nun wendet sich der Weg nach Norden und erreicht nach einem knappen Kilometer die Vereinshütte des Angelsportvereins Oberwürzbach. Der Weg schlängelt sich nun hinauf zum Eichertsfels, einem Naturdenkmal des Buntsandsteins. An der nächsten Kreuzung führt der Weg nach rechts und quert recht bald einen breiten Weg. Anschließend führt der Weg steil bergab gehend zur Schopphübelhütte des Wandervereins Hassel. Der Weg führt nun noch ein Stück bergab und erreicht die Ortsrandlage von Hassel. Hier führt der Weg nach links in ein Wiesental am Ort Hassel vorbei. Im Tal verzweigt der Weg in die 2,5 km längere Kahlenbergschleife und den alternativen Weg entlang des Tals aufwärts zum Wanderparkplatz an der Autobahnauffahrt. Von dort aus geht es linkerhand stark bergan weiter. Nach einem schönen Ausblick auf Hassel führt der Weg entlang eines alten Steinbruchs und erreicht auf schmalen Pfaden den Christkönigs- und den Horstenbrunnen.
Auf dem Rückweg steigt der Weg weiter an und führt am Hainbuchenbrunnen vorbei zum Hof Hochscheid. In den Sommermonaten wird dort ein Biergarten bewirtschaftet. Anschließend führt der Weg rechts am Waldrand entlang und führt beim nächsten Wegkreuz in den Wald hinunter zur Weidenberghütte, einer im Wald befindlichen Schutzhütte. Dort geht es steil bergab an einem historischen Grenzstein vorbei, welcher die ehemalige Grenze der Grafschaft von der Leyen und des Klosters Wadgassen darstellt. Sodann kommt man nach einem steilen Abstieg auf einen breiten Waldweg. Diesem nach links folgend erreicht der Weg den Brunnen im Saulager und den Rotsoligbrunnen bei den ersten Häusern Oberwürzbachs. Etwa 100 Meter der Reichenbrunner Straße folgend, führt der Weg nach links in ein Tal hinab und erreicht einem Kreuzweg folgend den Martin-Sprengard-Brunnen, der einem ehemaligen Oberwürzbacher Pfarrer gewidmet ist, und wenig später die Lourdesgrotte. Der Pfad geht noch ein kleines Stück bergauf und erreicht einen breiten Waldweg, der bergab zur Hütte des Wandervereines Frohsinn führt. Von hier führt der Weg links bergauf und nach einem halben Kilometer wird die Friedhofstraße erreicht, von der aus es wieder über den Würzbach zum Ausgangspunkt der Wanderung, dem Parkplatz an der Oberwürzbachhalle, zurückgeht.

## Sehenswürdigkeiten
- historisches Waschbrunnenhaus in Oberwürzbach

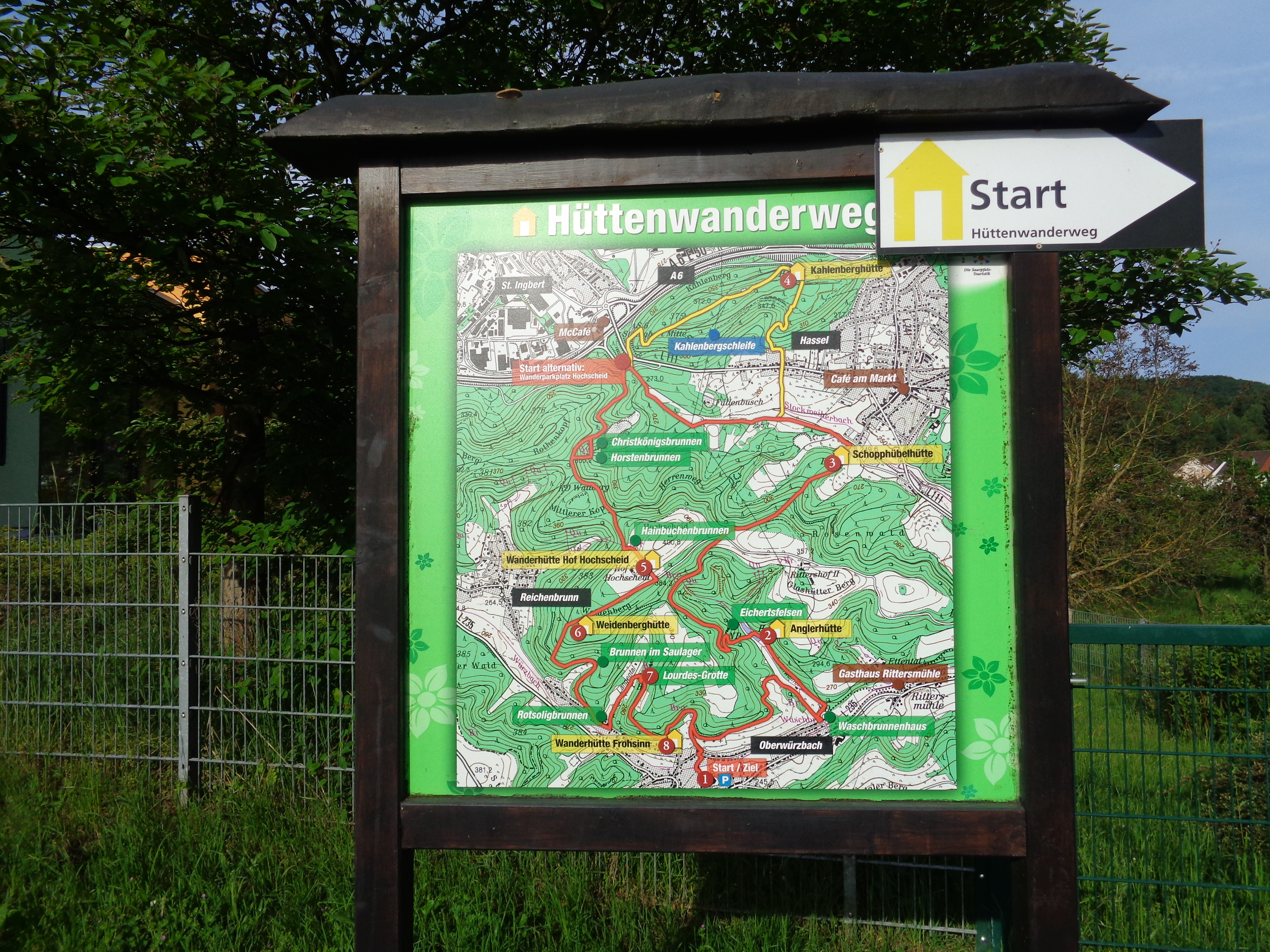
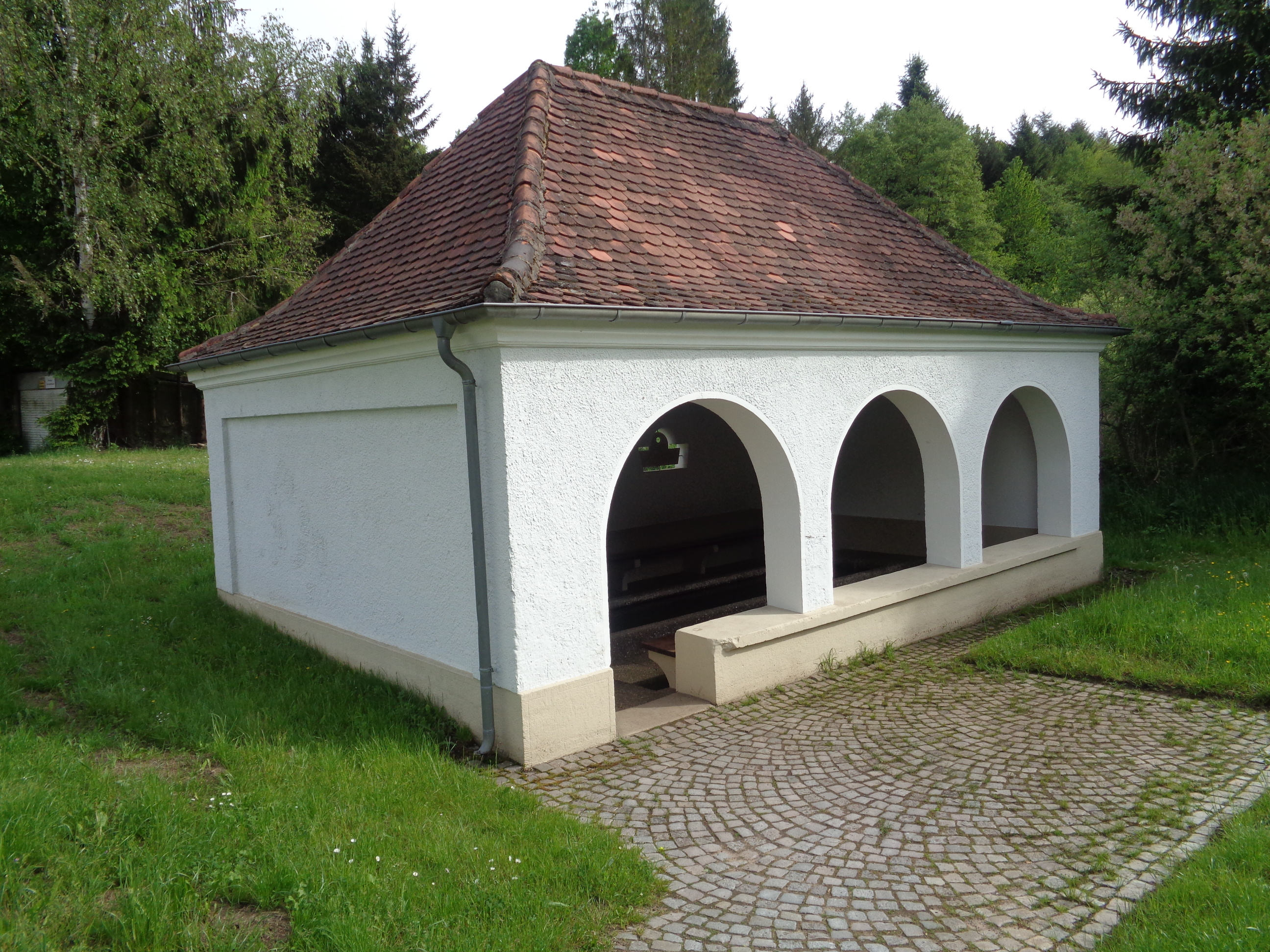
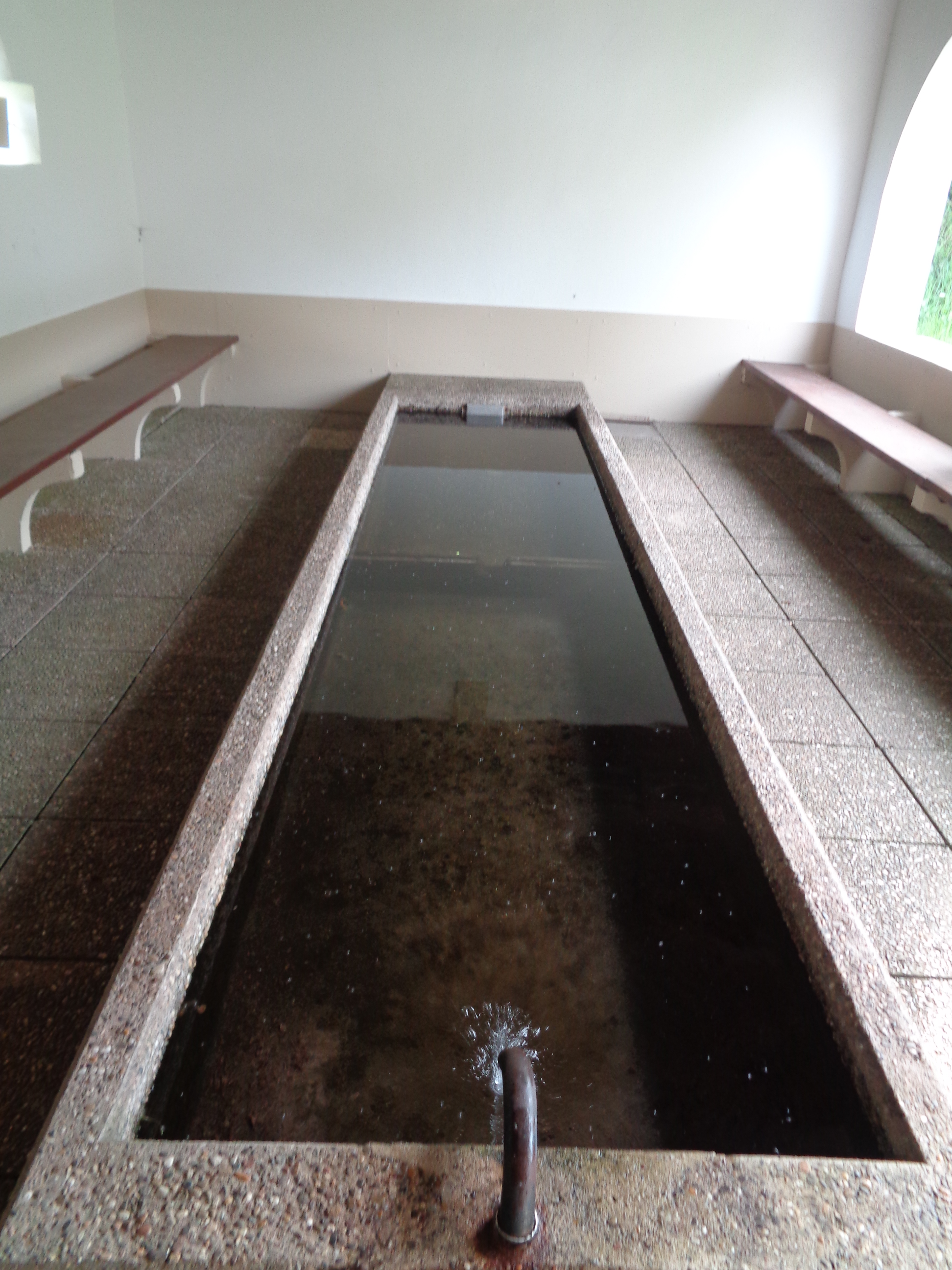
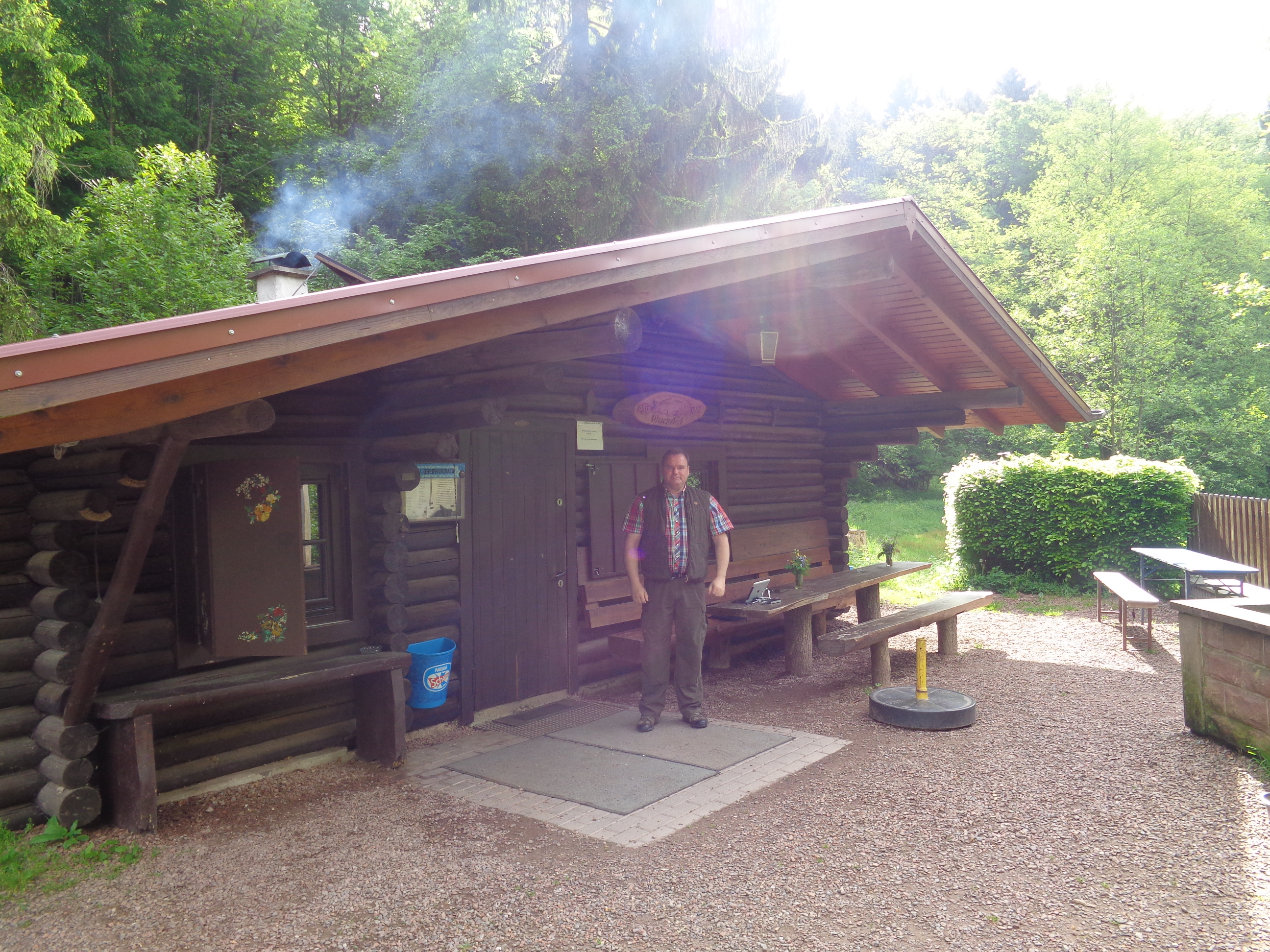
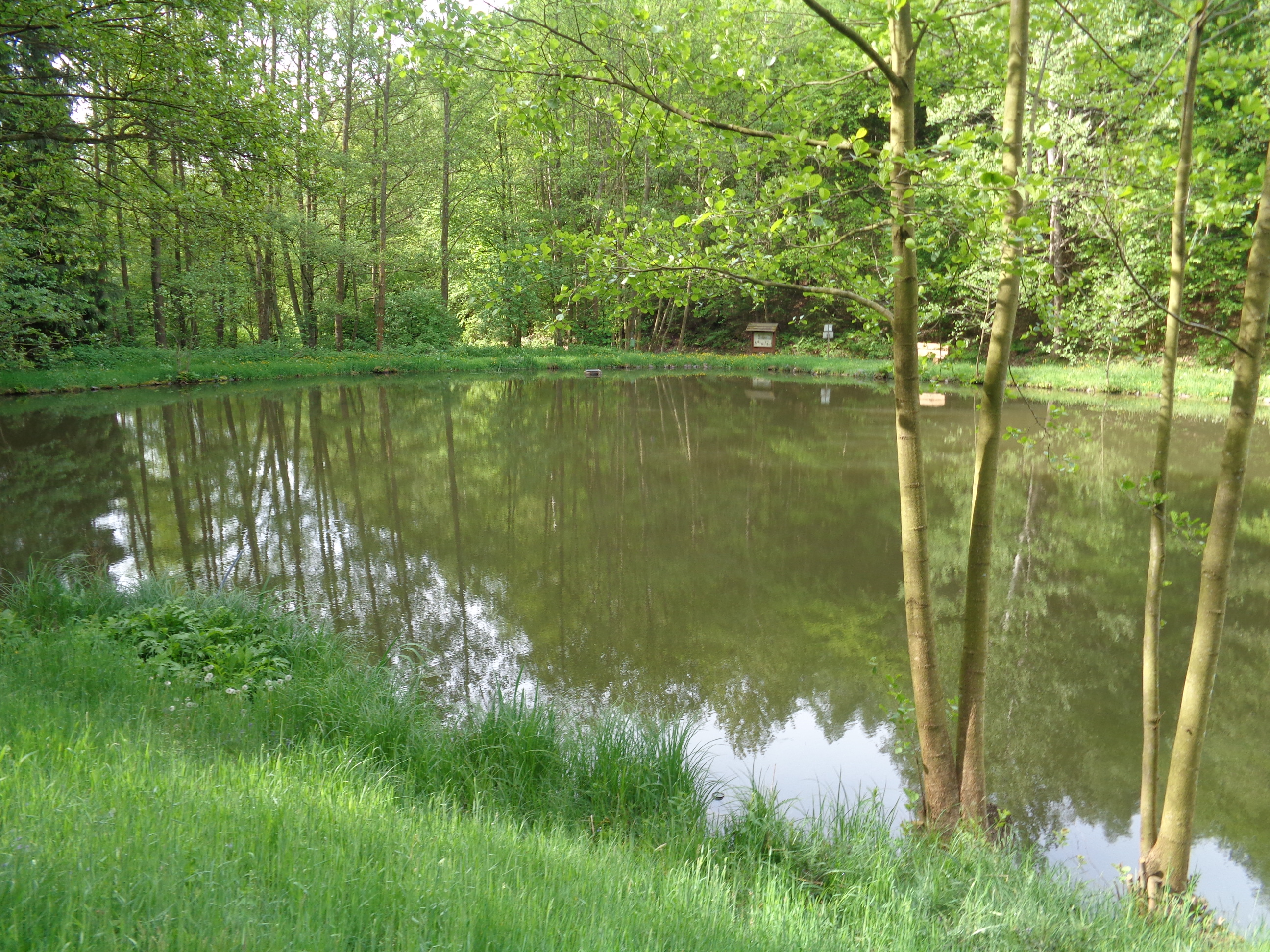
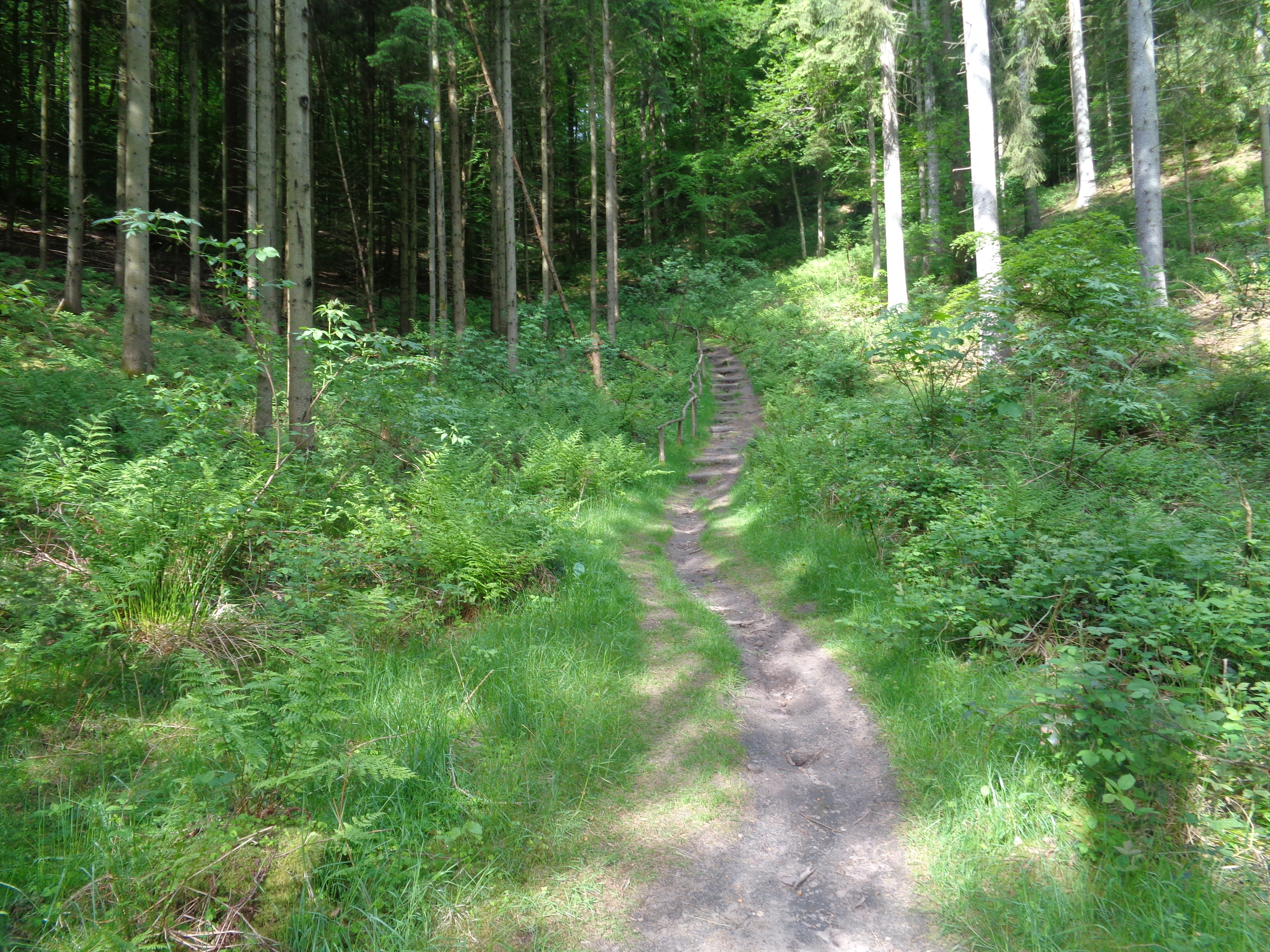
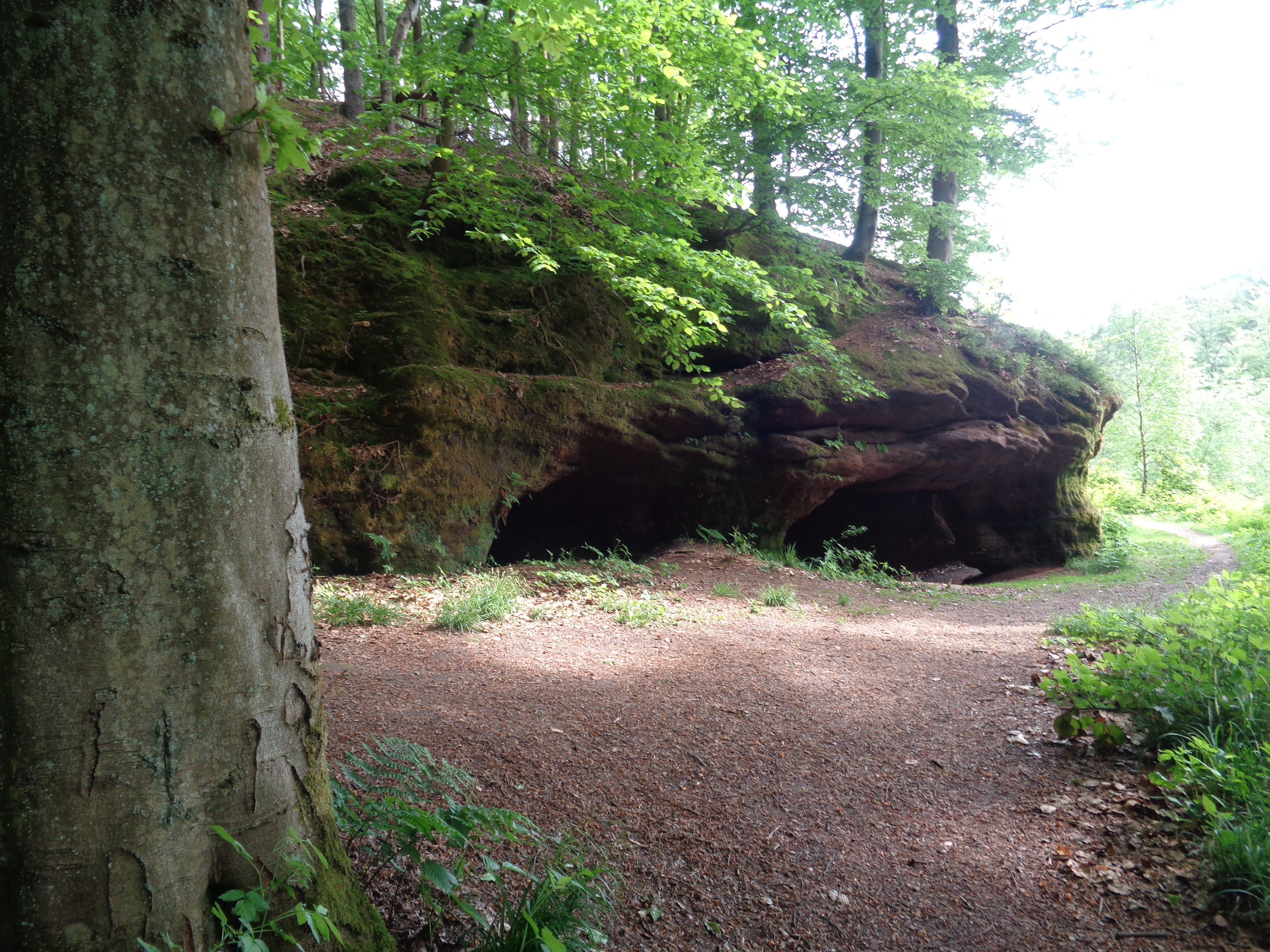
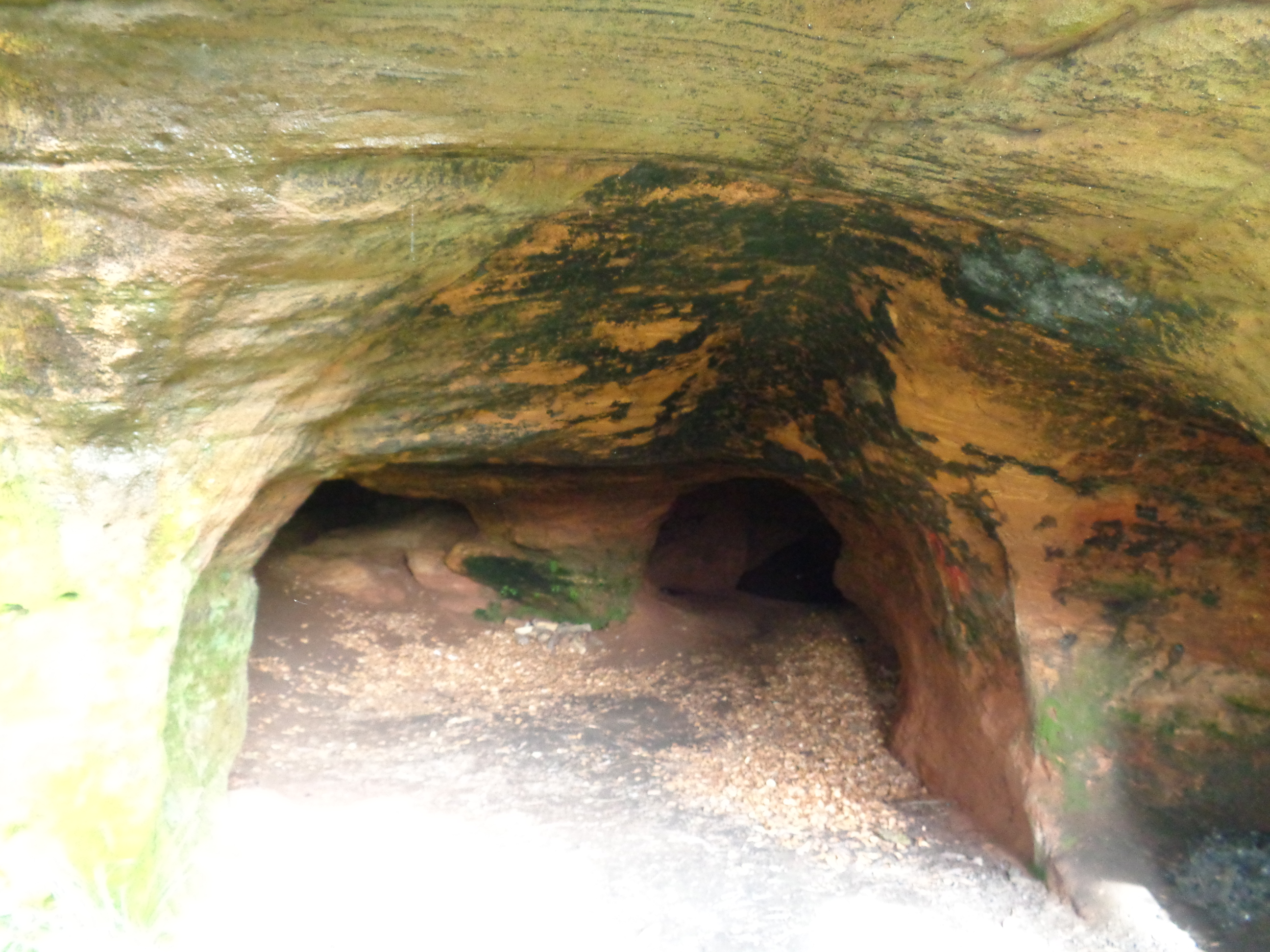
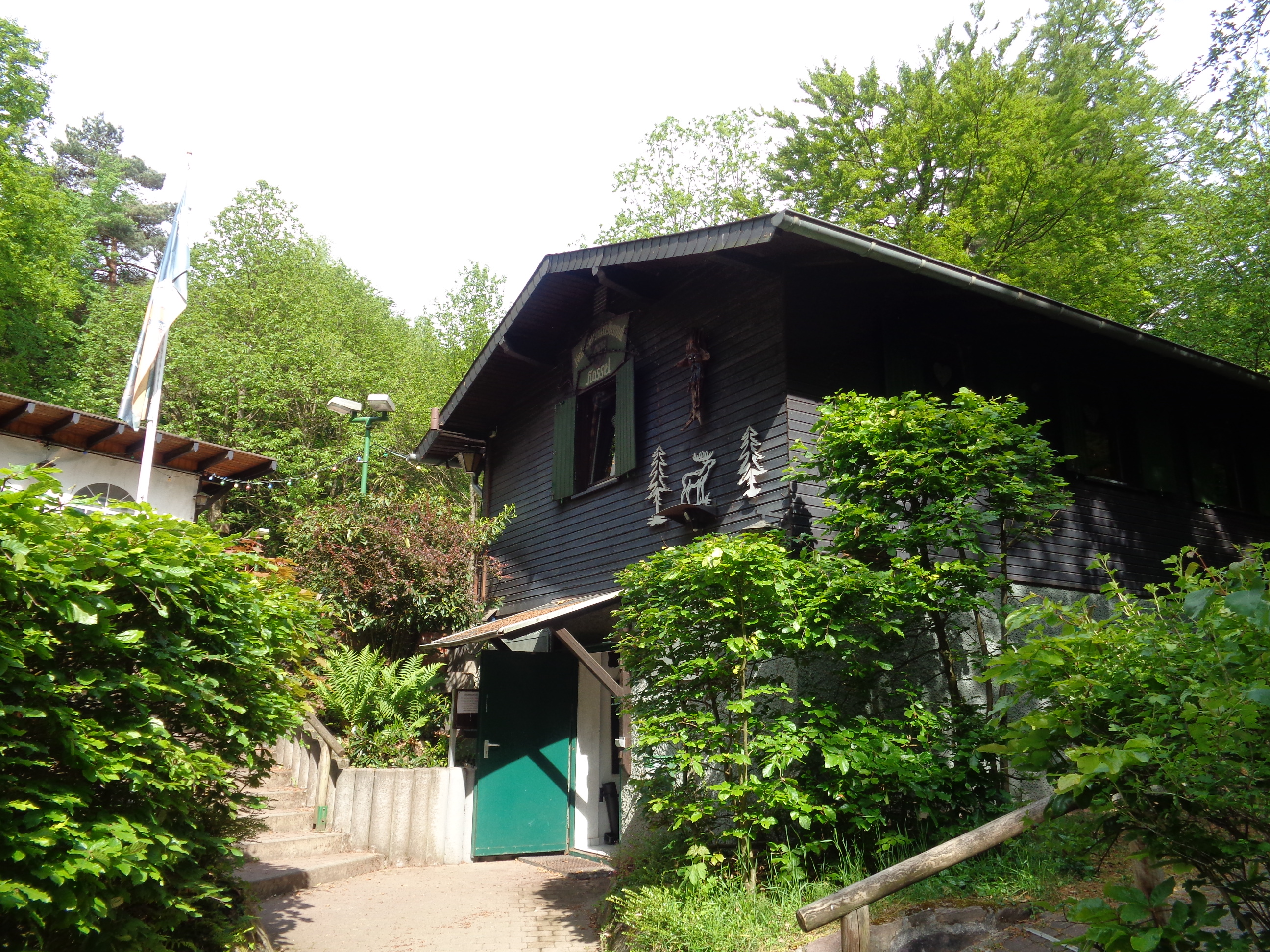
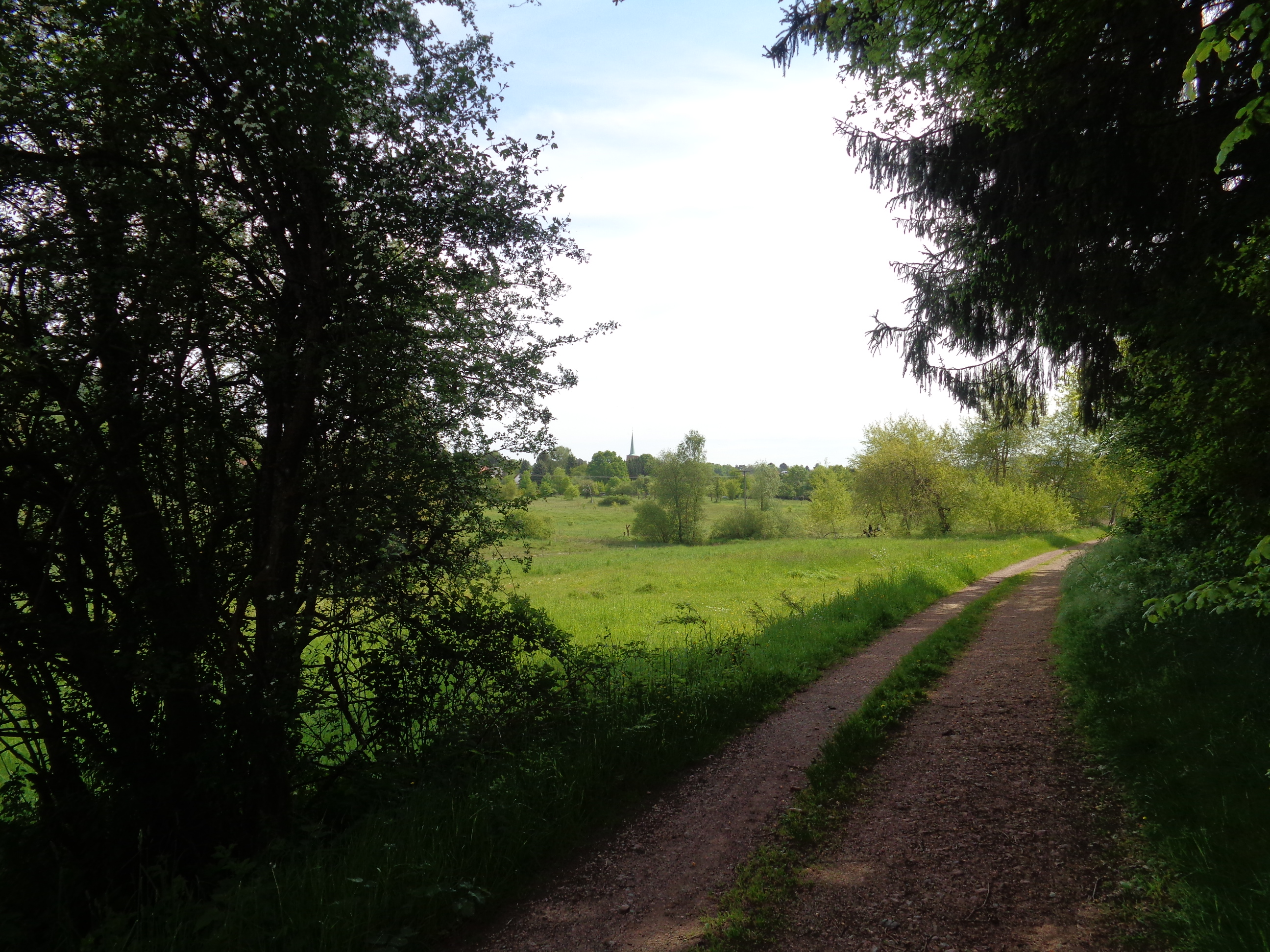
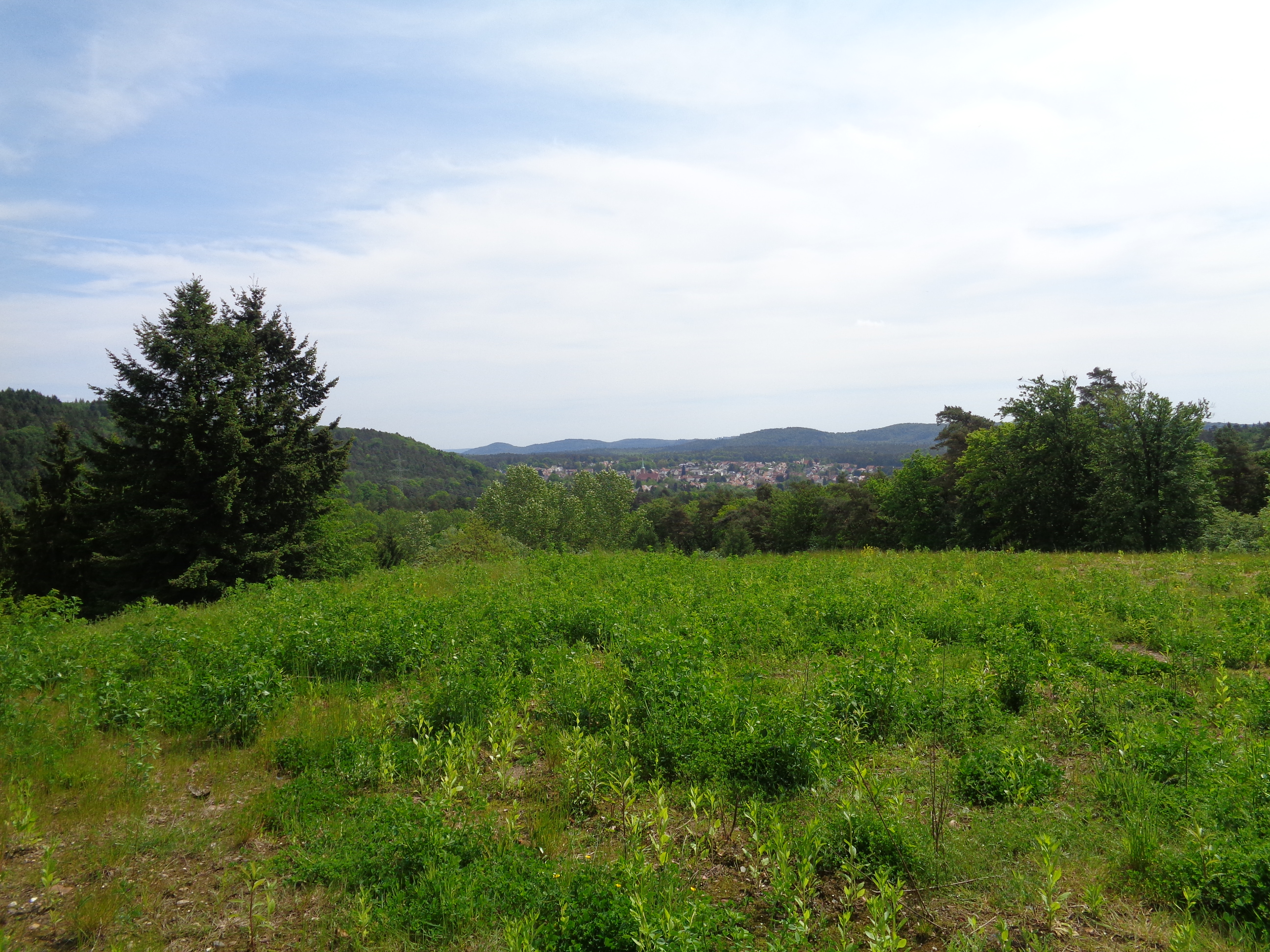
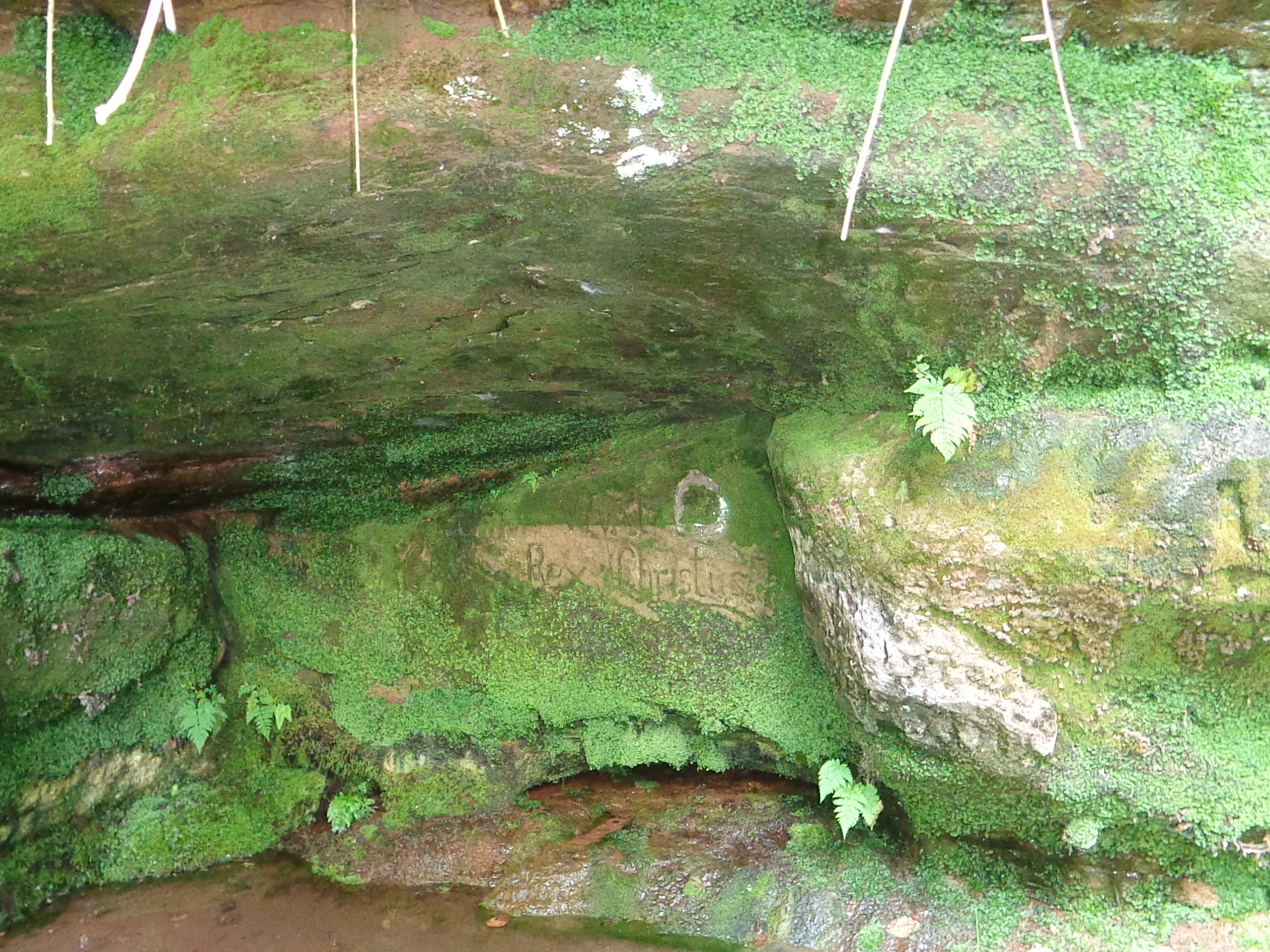
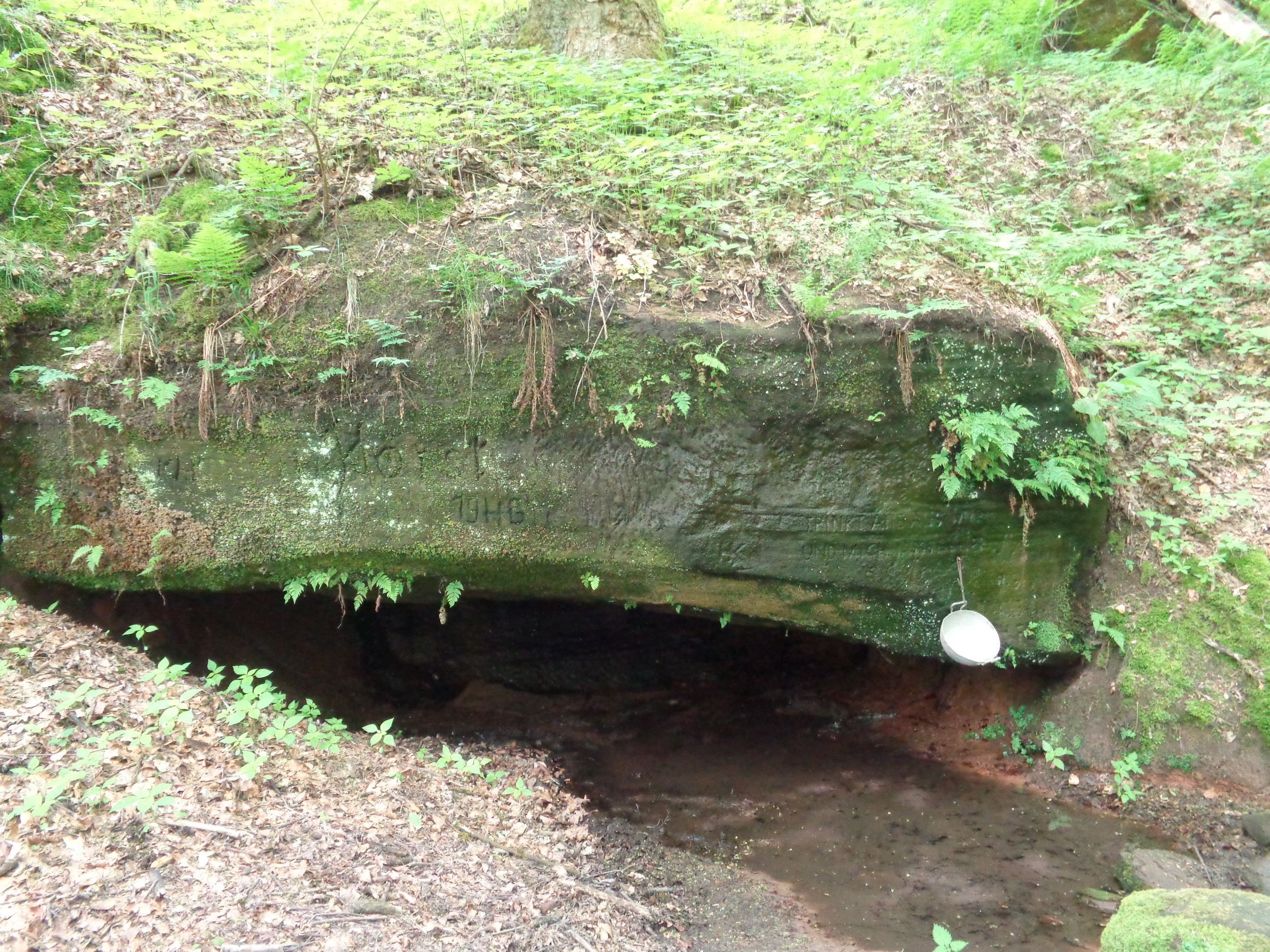
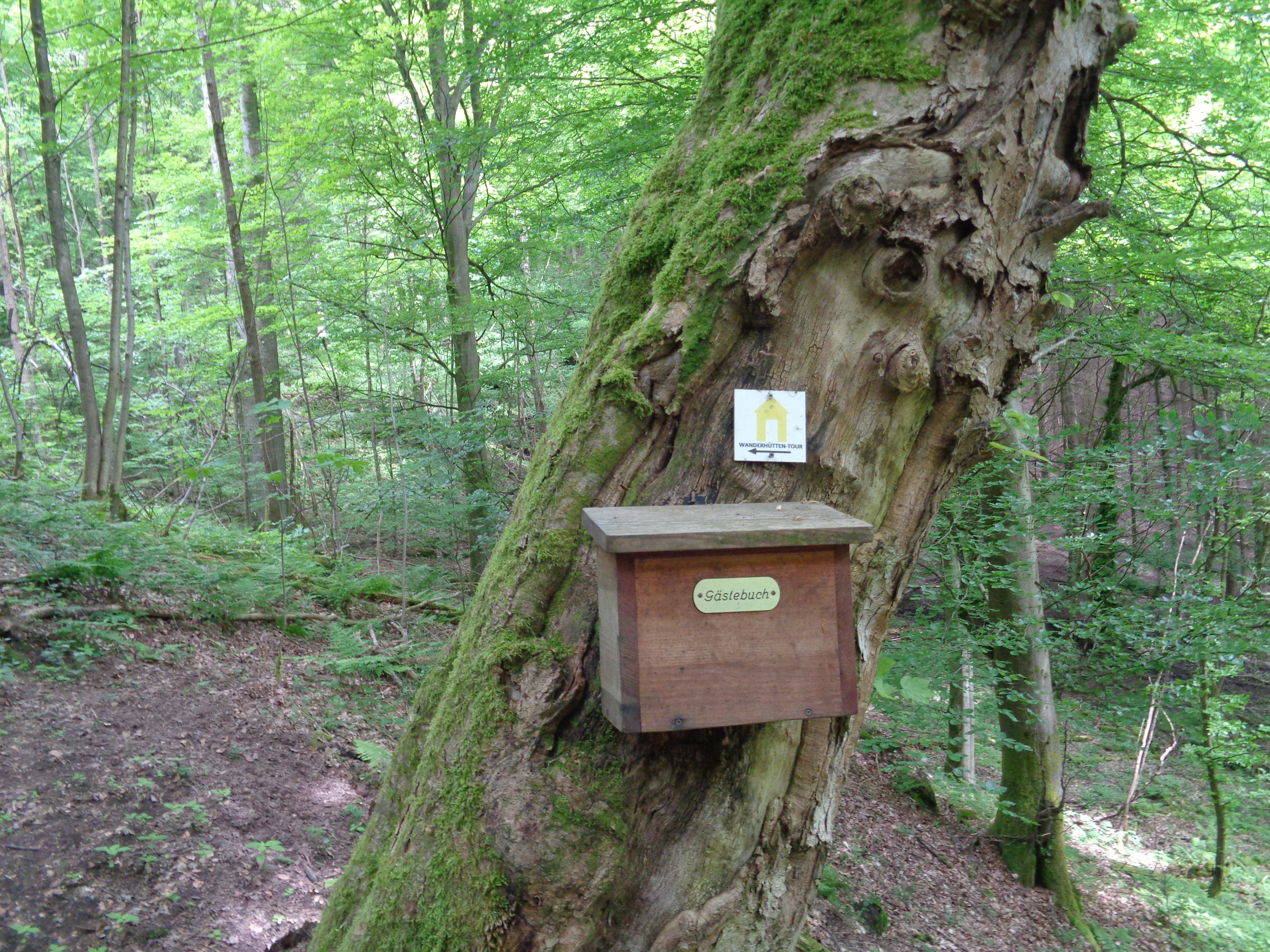
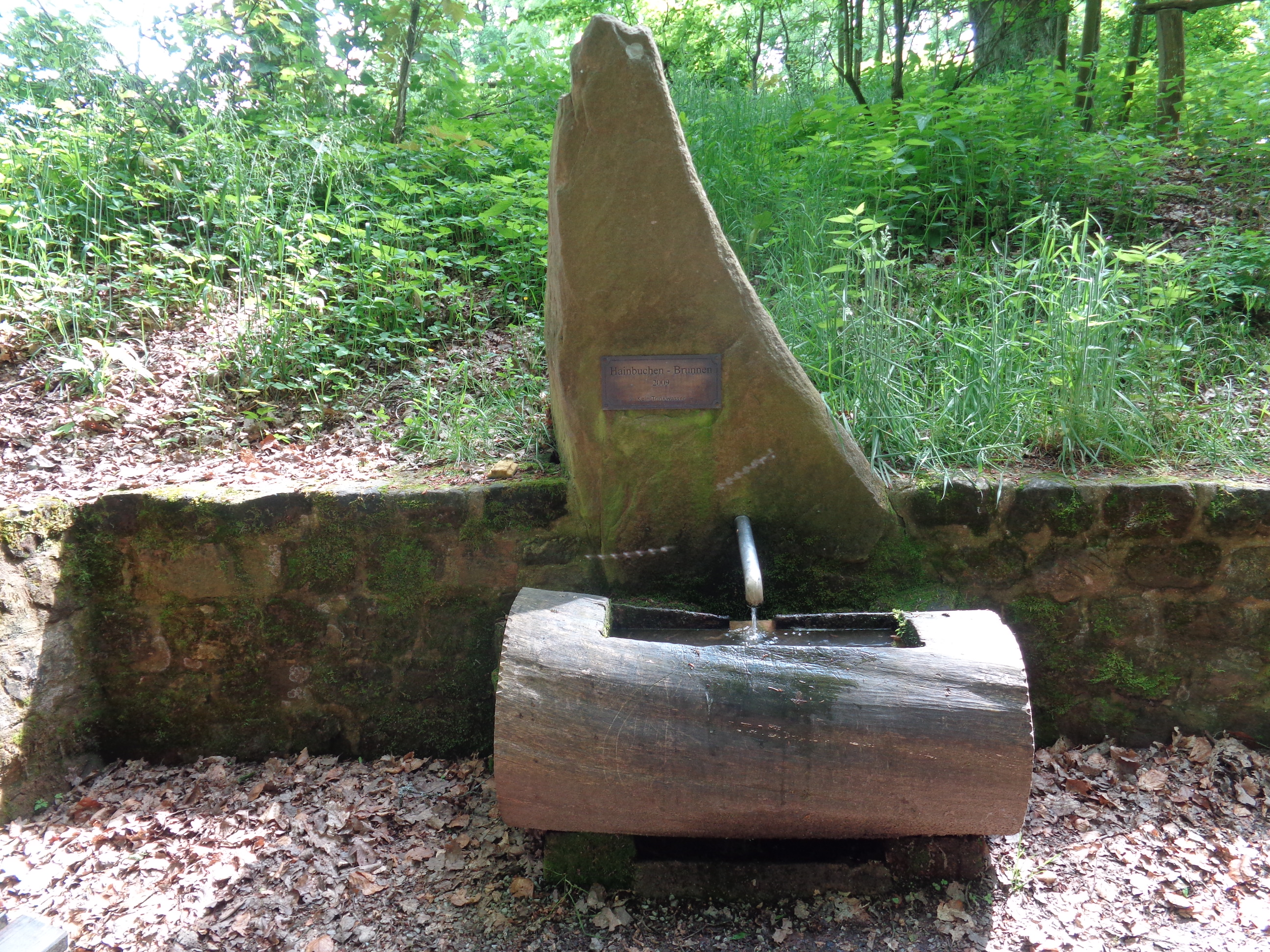
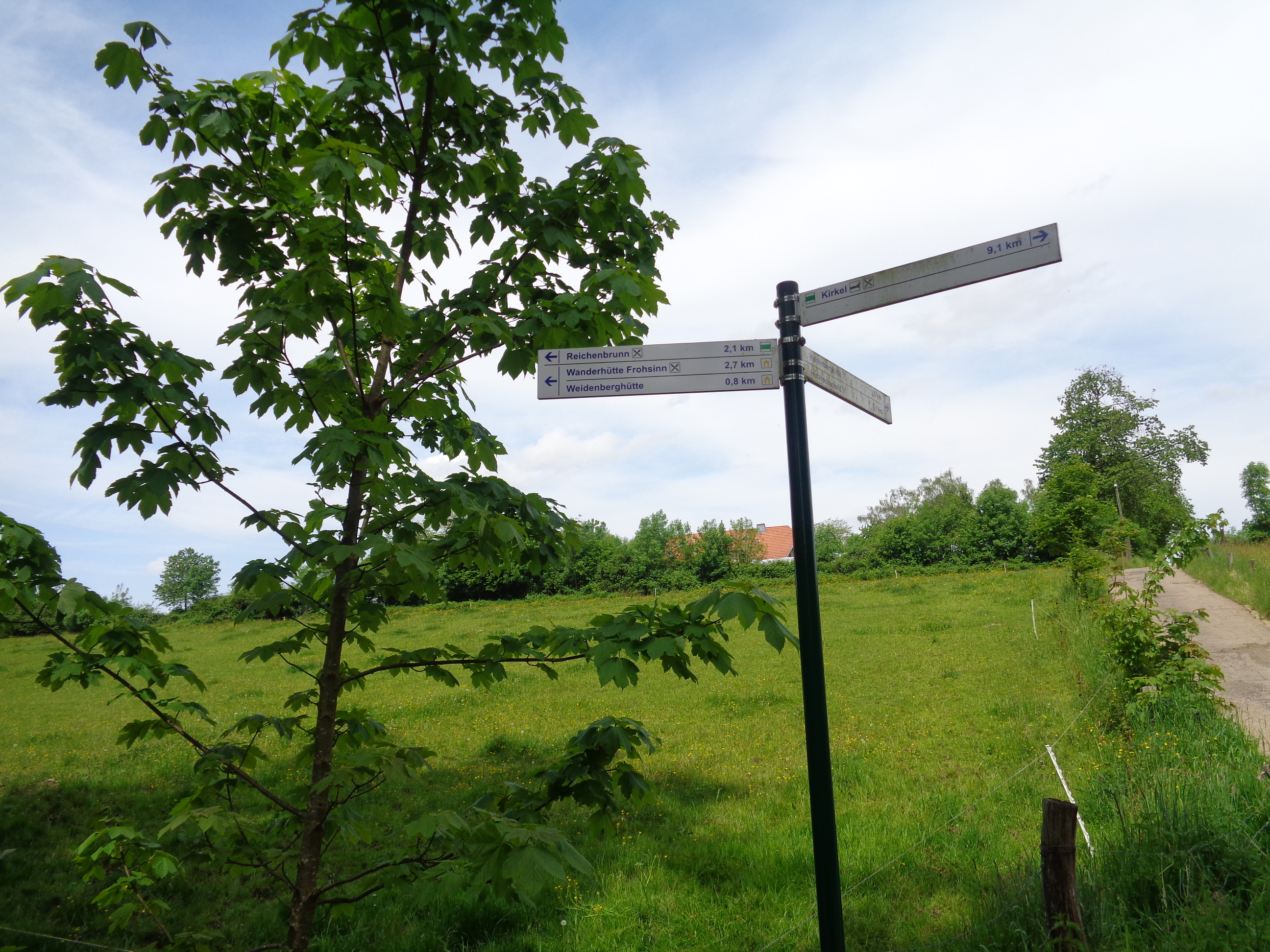
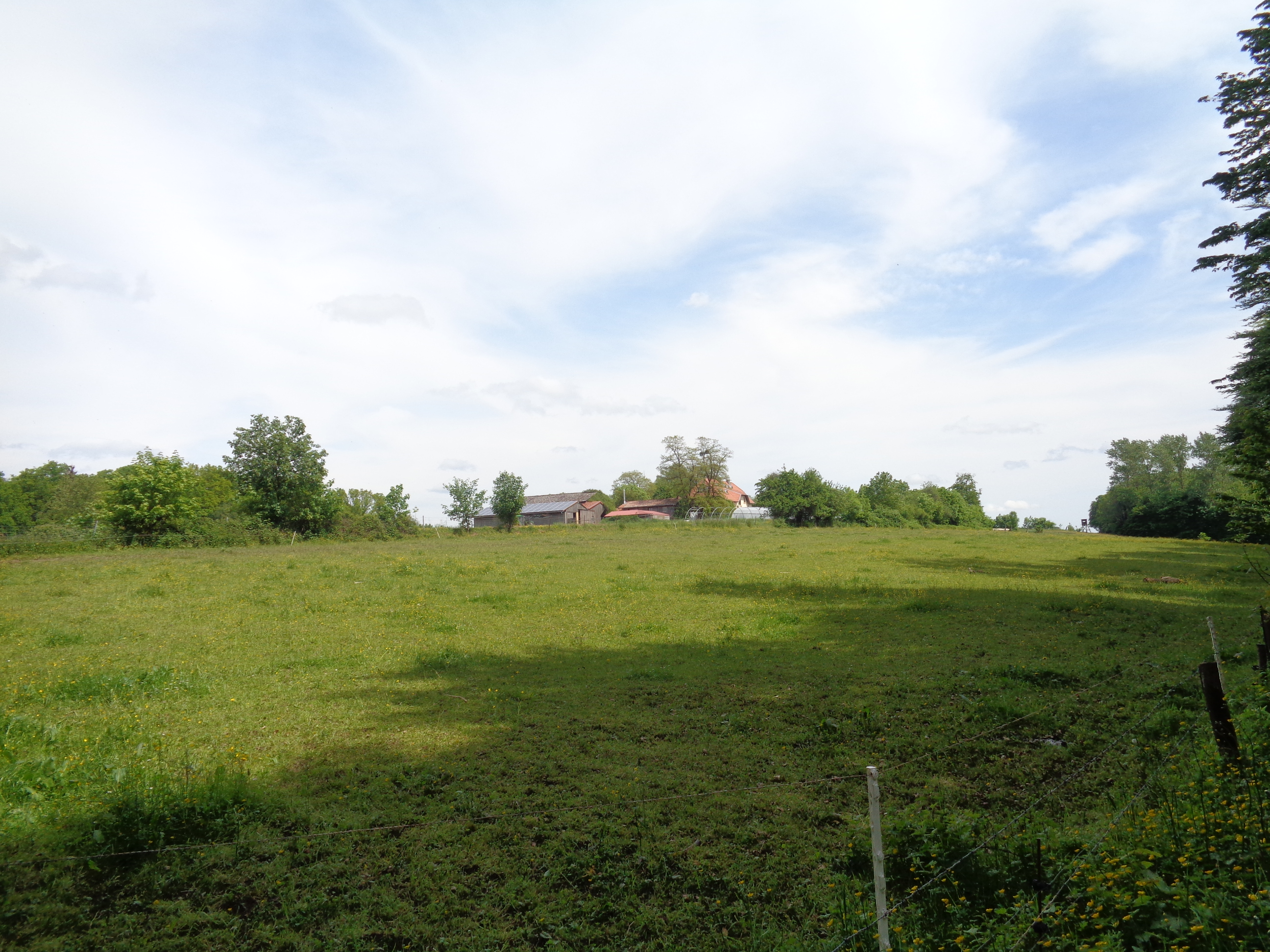
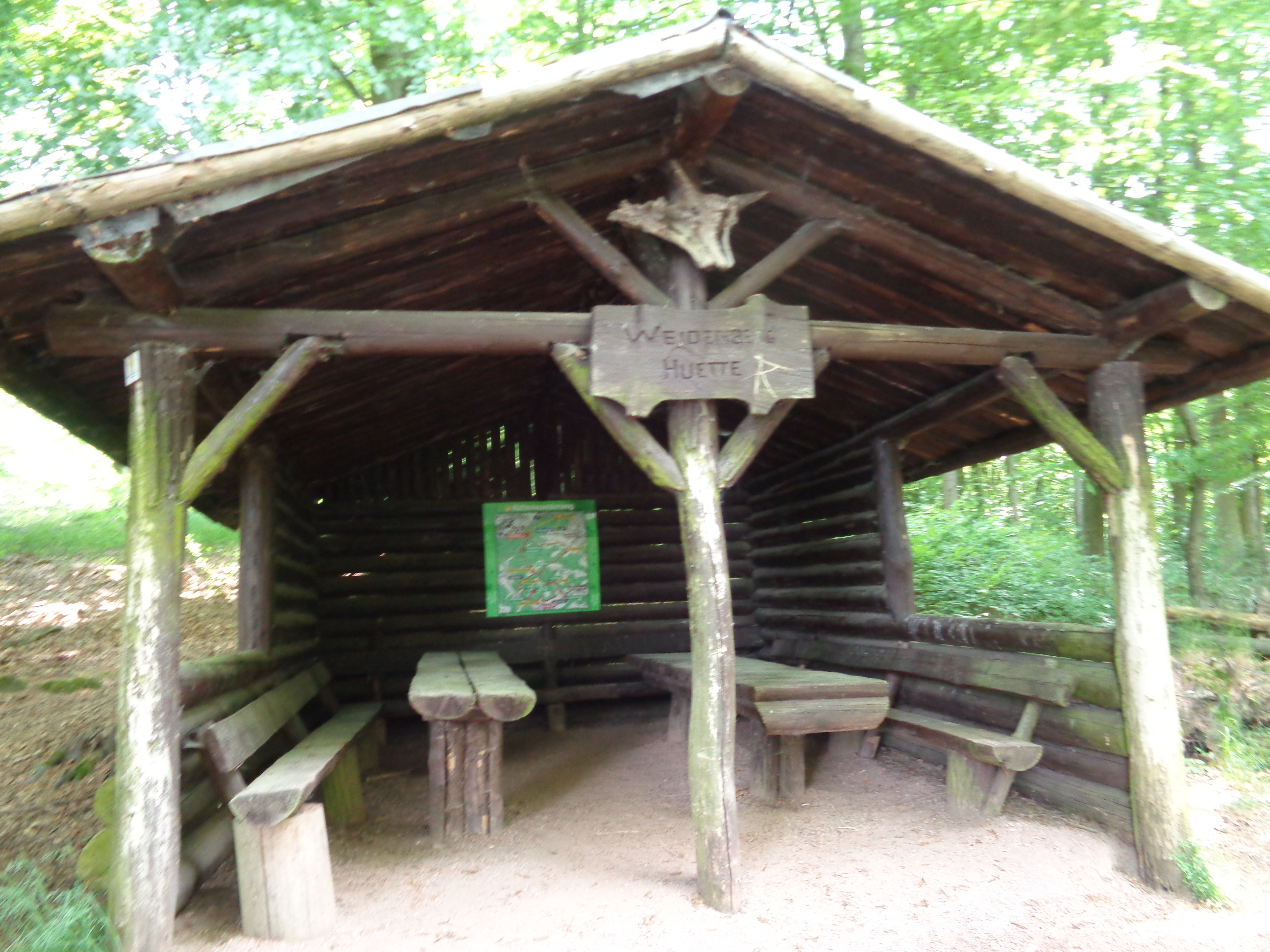
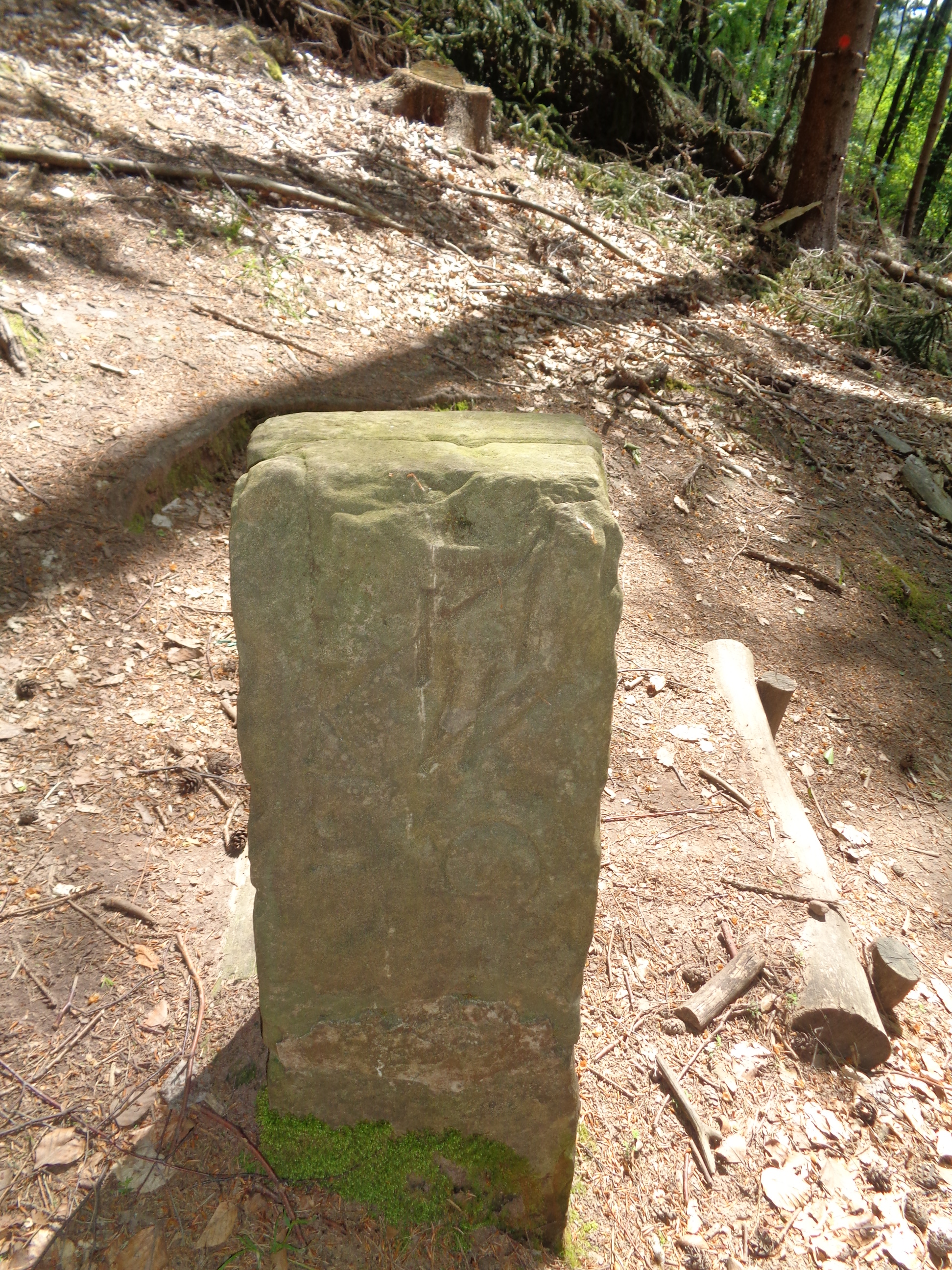
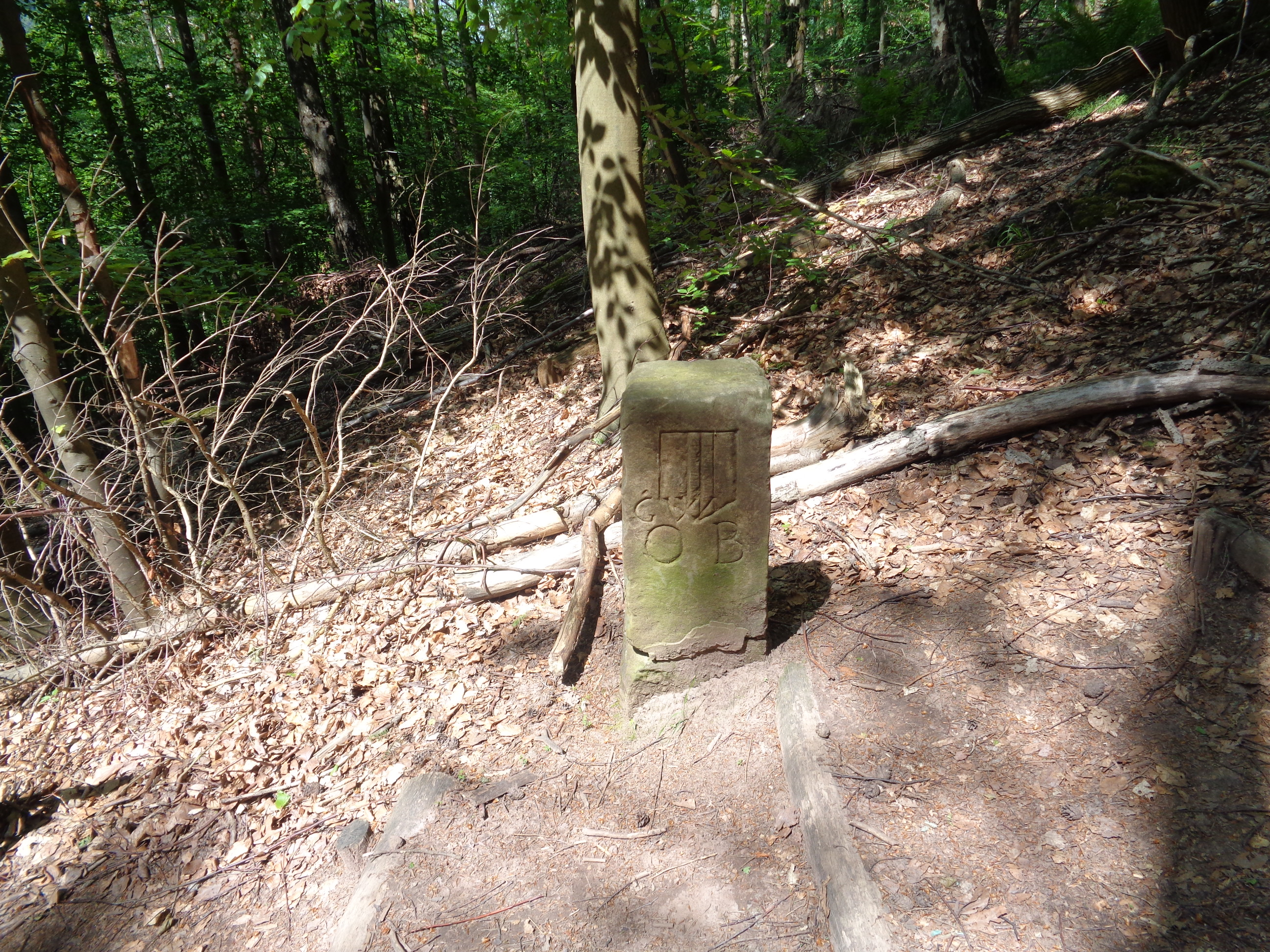
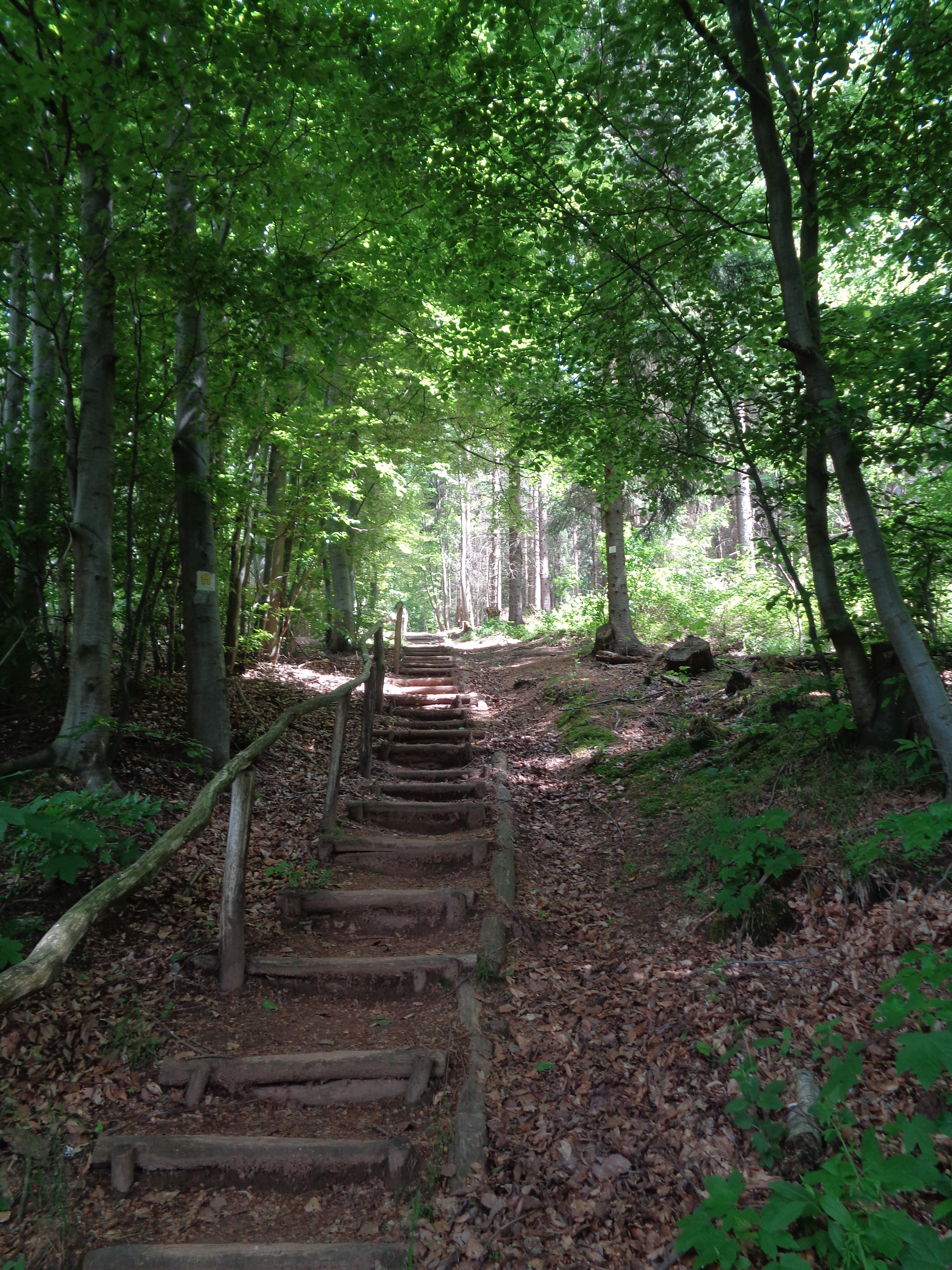
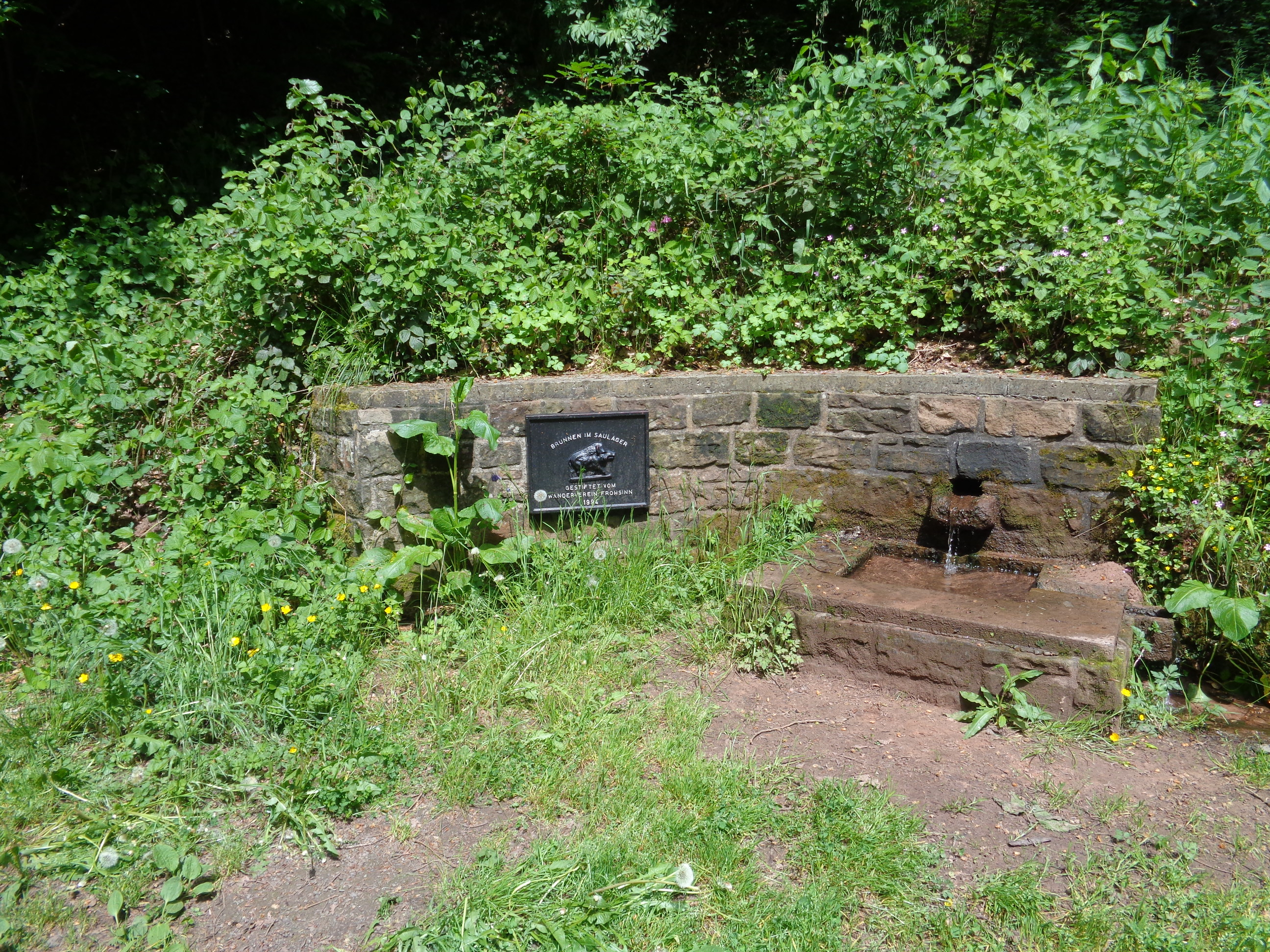
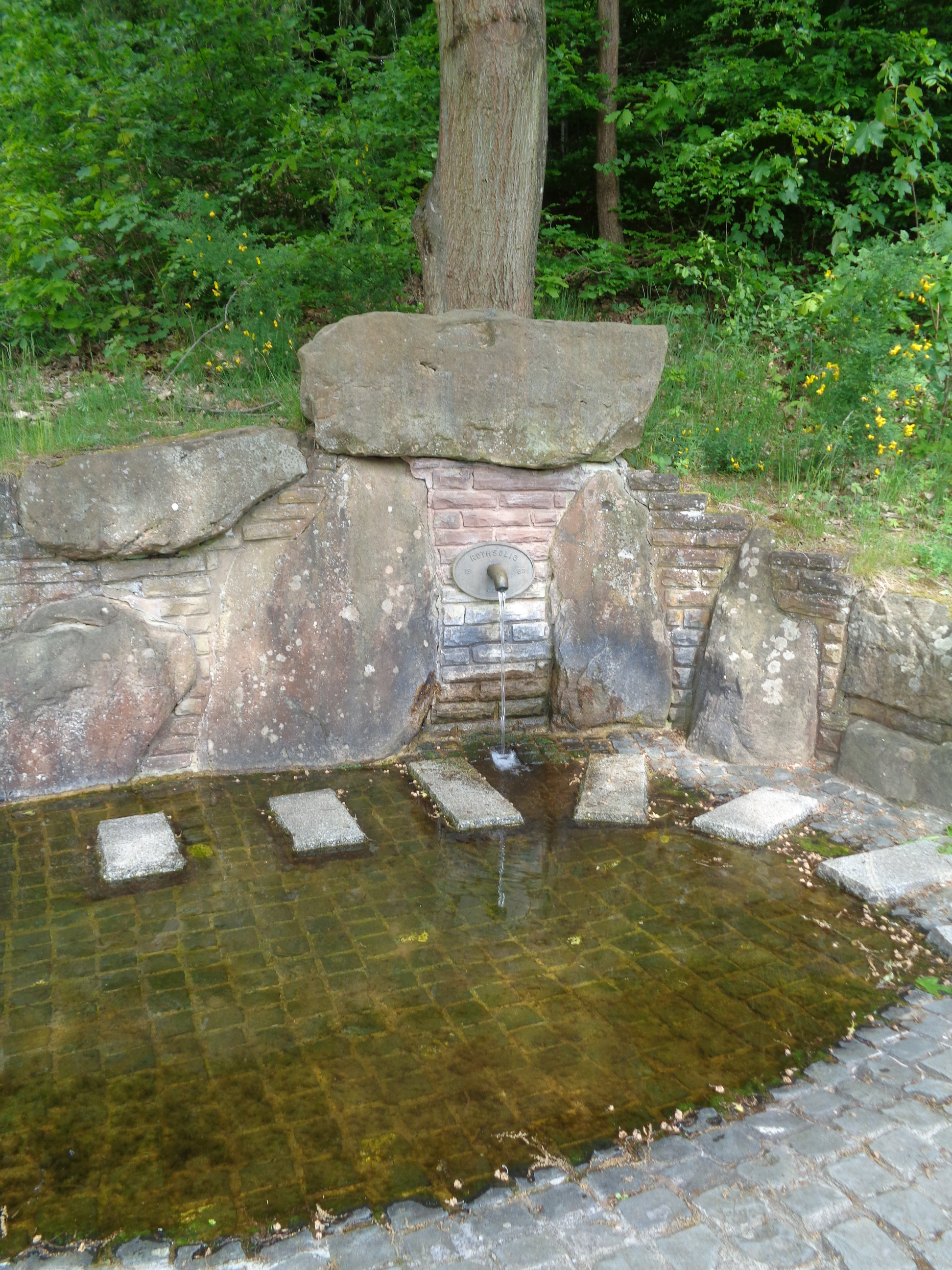
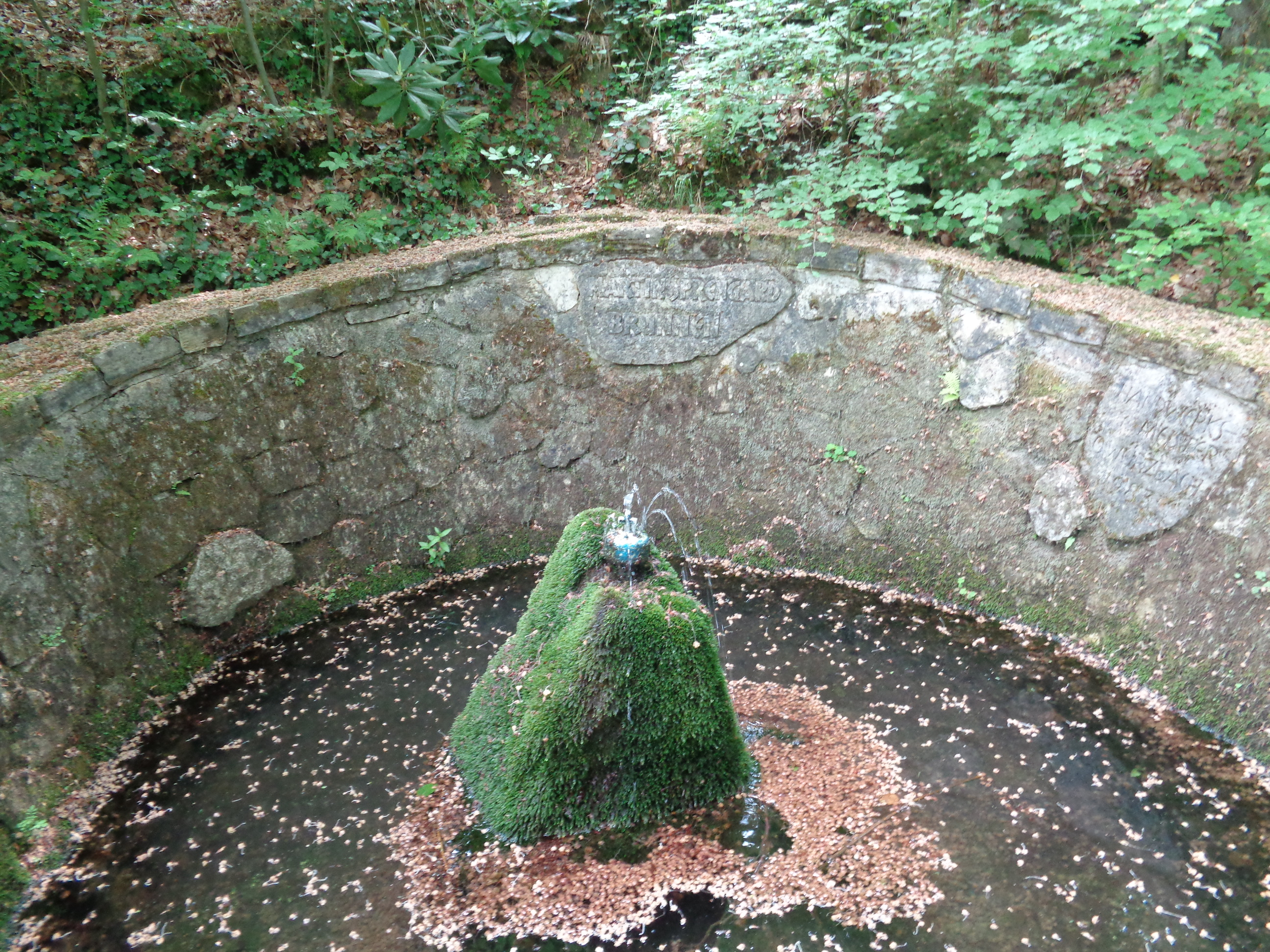
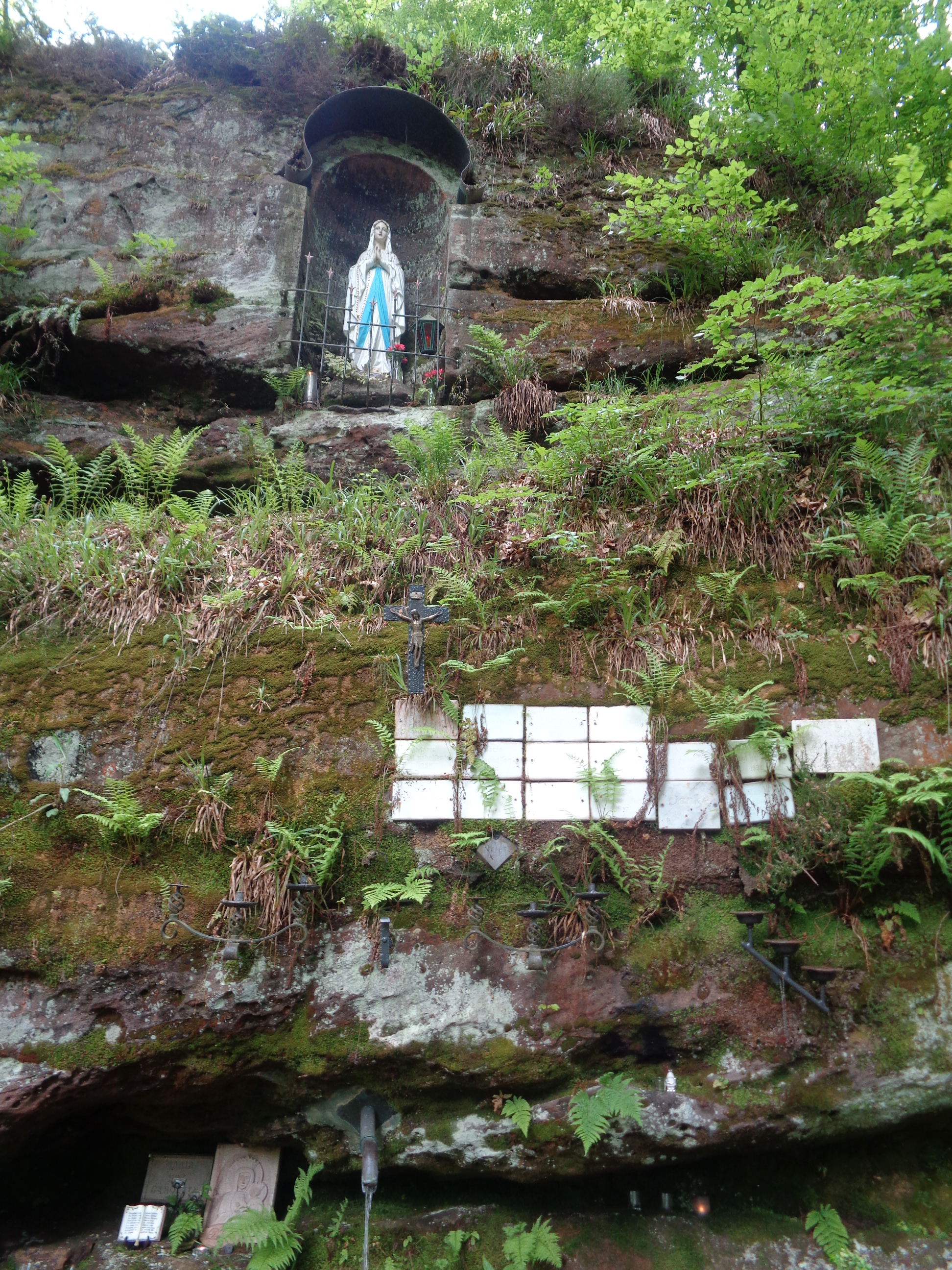
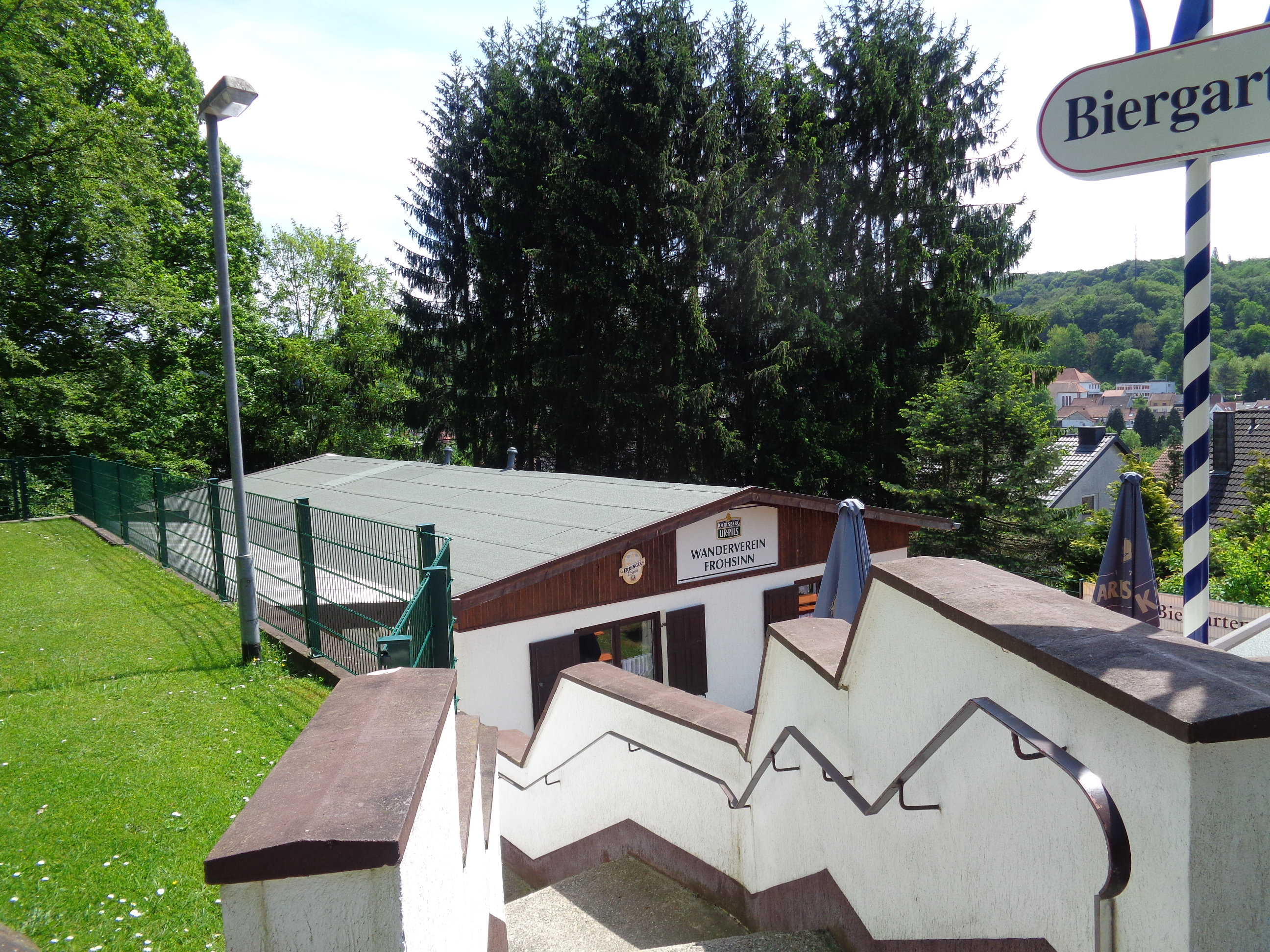

- Naturschutzgebiet Laichweihertal
- Eichertsfels
- Aussichtspunkt Weidenberghütte
- Lourdesgrotte in Oberwürzbach
- fünf Brunnen am Wanderweg